# Orthotrichum spanotrichum
Orthotrichum spanotrichum är en bladmossart som beskrevs av Jette Lewinsky 1993 [1994. Orthotrichum spanotrichum ingår i släktet hättemossor, och familjen Orthotrichaceae. Inga underarter finns listade i Catalogue of Life.